# Kim Bruun
Kim Bruun (* 21. August 1993) ist ein dänischer Badmintonspieler. 

## Karriere
Kim Bruun gewann 2009 den dänischen Titel im Herreneinzel der Junioren U17. Schon im Folgejahr war er bei den Erwachsenen bei den Iceland International erfolgreich. 2011 reichte es bei der Juniorenweltmeisterschaft dagegen nur zu Rang 17.

## Sportliche Erfolge
| Saison    | Veranstaltung                                    | Disziplin    | Platz | Name           |
| --------- | ------------------------------------------------ | ------------ | ----- | -------------- |
| 2008/2009 | Dänemark: Einzelmeisterschaften der Junioren U17 | Herreneinzel | 1     | Kim Bruun, KBK |
| 2010      | Iceland International                            | Herreneinzel | 1     | Kim Bruun      |
| 2011      | Juniorenweltmeisterschaft                        | Herreneinzel | 17    | Kim Bruun      |
| 2014      | Greece International                             | Herreneinzel | 1     | Kim Bruun      |